# Munna lobata
Munna lobata là một loài chân đều trong họ Munnidae. Loài này được Kussakin miêu tả khoa học năm 1962.